# Morpho cytheris
Morpho cytheris är en fjärilsart som beskrevs av Jean Baptiste Godart 1823. Morpho cytheris ingår i släktet Morpho och familjen praktfjärilar. Inga underarter finns listade i Catalogue of Life.